# Maïna Kataki
Maïna Kataki (née Juliette Pierre-Marie le 9 janvier 1923 à Paris et morte le 20 novembre 2011 à Pune) est une personnalité religieuse indienne. Sa quête spirituelle l'a conduite en Inde dont elle a acquis la nationalité en 1976. Elle y a mené une vie religieuse chrétienne partagée entre les activités caritatives, les recherches sur les traditions mystiques indiennes et la pratique de la contemplation en ashram. Son surnom, Nishthataï signifie « la sœur (taï) qui a de la détermination (nishtha) ». 

## Biographie
Maïna Kataki s'est installée à Pune en 1970. Cherchant à s’intégrer pleinement à la société indienne, elle commença par enseigner le français à l'université de cette ville et a fréquenter des ashrams. Elle mena ensuite des activités caritatives dans des bidonvilles et des villages. Parlant couramment le marathe, elle s'est établie dans le village de Kamshet près duquel elle fonda son propre ashram en 1983. Elle lui donna le nom de Samarpan ashram. Le terme Samarpan signifie « tout donner », l'arpana étant une offrande religieuse. Elle a plus tard offert cet ashram à une association médicale. Elle est connue localement pour ses activités caritatives, son engagement féministe et sa connaissance de la culture marathi.
Son expatriation en Inde se situe parmi celles de nombreux occidentaux qui, à cette époque, étaient attirés par les méthodes de contemplation et la spiritualité indiennes, par exemple David Frawley, Robert Pirsig et Swâmi Subhânanda. Elle s'inscrit aussi dans la continuité des expériences de Jules Monchanin et d'Henri Le Saux qui ont cherché à avancer dans une quête spirituelle chrétienne en s'immergeant totalement dans les modes de vie, les pratiques de contemplations et les écrits mystiques de l'Inde. Maïna Kataki est arrivée en Inde au même moment que Guy Poitevin et ils ont collaboré dans leurs recherches sur la culture indienne.
Maïna Kataki a commencé à publier tardivement. Son premier livre La joie d'être, paru en 1992, est son autobiographie. En 1998 elle publié une traduction des poésies de Lal Ded, une mystique ayant vécu au Cachemire au XIVe siècle. Dans L'Inde secrète des villages (2003), elle raconte de manière détaillée les efforts d'une jeune femme pour améliorer la santé dans son village. Enfin dans De la déesse de pierre à la femme de chair (2004), elle explique ses opinions féministes. 
Elle est décédée à Pune le 20 novembre 2011. 